# 소울캐처
《소울캐처 》(영어: Soulcatcher)은 2023년에 폴란드에서 제작된 다니엘 마르코비츠 감독의 액션, 모험, 스릴러 영화이다. 피오트르 비트코브스키 등이 주연으로 출연하였다. 2023년 8월 2일 넷플릭스에서 공개했다.

## 출연

### 주연
- 피오트르 비트코브스키

### 조연
- 야첵 코먼
- 야체크 포니에지아웨크
- 마리우시 보나세브스키
- 알렉산드라 아담스카
- 세바스티안 스탄키에비치
- 미할리나 올샨스카
- 야체크 크나프